# Vulpia
Vulpia là một chi thực vật có hoa trong họ Hòa thảo (Poaceae).

## Loài
Chi Vulpia gồm các loài: